# P&B
P&B är en svensk dramakomedifilm från 1983 i regi av Hans Alfredson. I titelrollerna ses Stellan Skarsgård och Allan Edwall.

## Handling
Uteliggaren Carl-Johan Pettersson (Stellan Skarsgård) träffar av en slump den illegale (och likaledes utfattige) invandraren Joseph Bendel (Allan Edwall). Tillsammans startar de en verksamhet som bygger på skumraskaffärer och bedrägerier.
De har distinkt olika personligheter; Bendel är street-smart och klurig medan Pettersson är charmig och har kvinnotycke. Sakta men säkert bygger de upp ett stort kapital och startar företagsgruppen "P&B", "Pettersson och Bendel".
I takt med att deras ekonomiska framgångar växer lavinartat börjar dock Carl-Johan Pettersson gradvis må sämre och sämre. Han känner sig underlägsen den sofistikerade Bendel och har svårt att föra sig i samhällets "finare" kretsar. Han ljuger tvångsmässigt och presenterar sig med falskt namn inför nästan varje person han möter.
Pettersson lever dessutom i ett olyckligt förhållande med flickvännen Mia (Lena Nyman). När han sedan träffar lärarinnan Ingegerd (paradoxalt nog även hon spelad av Lena Nyman) blir han förälskad och han slits mellan Mias vulgära stil och Ingegerds sofistikerade sätt.
Bendel å sin sida har problem med att han invandrat illegalt till Sverige och efterspanas av polis. Bendels bakgrund och förflutna är höljt i dunkel och inget han vill diskutera med någon, men Pettersson anar att Bendel bär på en hemlighet av något slag.
Med tiden börjar affärerna för P&B gå sämre och den ursprungliga vänskapen mellan Pettersson och Bendel ställs på svåra prov.
Filmens budskap är enkelt och tydligt; (för) mycket pengar är ingen garanti för ett lyckligt liv utan kan snarare leda en människa rakt ner i fördärvet.

## Om filmen

### Förlaga och visningar
P&B är en nyinspelning byggd på Waldemar Hammenhögs kontroversiella roman Pettersson & Bendel, som filmatiserades första gången 1933 under namnet Pettersson & Bendel. P&B visades första gången den 10 december 1983 i Tomelilla, och hade premiär över hela Norden en vecka senare där Stockholmspremiären ägde rum på biograf Röda Kvarn vid Biblioteksgatan.

### Inspelning
Filmen spelades in i Stockholm mellan den 16 maj och den 5 augusti 1983.

### Musik i filmen
Sångerna "It's So Nice to Be Rich" och titelmelodin framfördes av Agnetha Fältskog som även utgav dem på singel samma år.
P&B har visats i SVT, bland annat 1995 och i mars 2022.

## Rollista (i urval)
- Stellan Skarsgård – Pettersson
- Allan Edwall – Bendel
- Lena Nyman – Mia/Ingegerd
- Lill Lindfors – Agda
- Björn Gustafson – Nilsson
- Jan Blomberg – Vreding
- Jim Hughes – Rodney
- Eva Dahlman – Angelica
- Åsa Bjerkerot – Eva Velin
- Katarina Fernell – tant Lindström
- Tomas Alfredson – Jonas
- Dora Söderberg – fru Larsson
- Lissi Alandh – fru Persson
- Bengt Brunskog – inspektör Sander
- Bo G Andersson – polis
- Tage Danielsson – tiggare
- Hans Alfredson – tiggare [6]